# The Rival Captains
 (juillet 2025).
Pour plus de détails, voir Fiche technique et Distribution.
The rival captains est un film britannique de Ethyle Batley, sorti en 1916. C'est le premier film consacré au football, dont la mise en scène est confiée à une femme, Ethyle Batley. C'est également le premier film britannique, tous genres confondus, dont la mise en scène est confiée à une femme.

## Fiche technique
- Titre : The Rival Captains
- Réalisation : Ethyle Batley
- Production : British Oak
- Durée : 16 minutes